# Піштенгер
Піштенге́р (рос. Пиштенгер, марій. Пиштэҥер) — присілок у складі Оршанського району Марій Ел, Росія. Входить до складу Марковського сільського поселення.

## Населення
Населення — 9 осіб (2010; 20 у 2002).
Національний склад (станом на 2002 рік):
- марійці — 80 %